# Verein für Leibesübungen von 1899 2011-2012
Questa voce raccoglie le informazioni riguardanti il Verein für Leibesübungen von 1899 nelle competizioni ufficiali della stagione 2011-2012.

## Stagione
Nella stagione 2011-2012 l'Osnabrück, allenato da Uwe Fuchs, Alexander Ukrow e Claus-Dieter Wollitz, concluse il campionato di 3. Liga al 7º posto. In Coppa di Germania l'Osnabrück fu eliminato al primo turno dal Monaco 1860.

## Rosa
| N. |                         | Ruolo | Calciatore            |
| -- | ----------------------- | ----- | --------------------- |
| 1  | Germania (bandiera)     | P     | Manuel Riemann        |
| 2  | Germania (bandiera)     | D     | Florian Riedel        |
| 3  | Germania (bandiera)     | C     | Daniel von der Bracke |
| 4  | Germania (bandiera)     | C     | Claus Costa           |
| 5  | Germania (bandiera)     | D     | Jan Mauersberger      |
| 6  | Germania (bandiera)     | D     | Stephan Salger        |
| 7  | Austria (bandiera)      | A     | Christian Pauli       |
| 8  | Slovenia (bandiera)     | C     | Kevin Kampl           |
| 9  | RD del Congo (bandiera) | A     | Elias Kachunga        |
| 10 | Germania (bandiera)     | C     | Andreas Glockner      |
| 11 | Germania (bandiera)     | A     | Rouwen Hennings       |
| 13 | Germania (bandiera)     | A     | Gerrit Wegkamp        |
| 14 | Germania (bandiera)     | D     | Timo Beermann         |
| 15 | Rep. Ceca (bandiera)    | D     | Martin Hudec          |

| N. |                        | Ruolo | Calciatore           |
| -- | ---------------------- | ----- | -------------------- |
| 16 | Germania (bandiera)    | D     | Robin Twyrdy         |
| 17 | Germania (bandiera)    | D     | Nils Fischer         |
| 19 | Paesi Bassi (bandiera) | A     | Paddy John           |
| 20 | Germania (bandiera)    | P     | Nils Zumbeel         |
| 21 | Germania (bandiera)    | D     | Marco Neppe          |
| 22 | Germania (bandiera)    | C     | Michael Gardawski    |
| 23 | Germania (bandiera)    | C     | Massimilian Porcello |
| 24 | Germania (bandiera)    | D     | Gino Lago-Bentron    |
| 25 | Germania (bandiera)    | C     | Daniel Latkowski     |
| 26 | Germania (bandiera)    | D     | Jan Tauer            |
| 30 | Germania (bandiera)    | C     | Niels Hansen         |
| 31 | Germania (bandiera)    | D     | Julian Wolf          |
| 32 | Germania (bandiera)    | P     | Jarno Peters         |
| 33 | Turchia (bandiera)     | A     | Ismail Budak         |

## Organigramma societario
Area tecnica
- Allenatore: Claus-Dieter Wollitz
- Allenatore in seconda: Joe Enochs, Alexander Ukrow
- Preparatore dei portieri: Rolf Meyer
- Preparatori atletici:

## Calciomercato

### Sessione estiva
| Acquisti | Acquisti              | Acquisti            | Acquisti |
| R.       | Nome                  | da                  | Modalità |
| -------- | --------------------- | ------------------- | -------- |
| D        | Timo Beermann         | Osnabrück II        |          |
| C        | Claus Costa           | Fortuna Düsseldorf  |          |
| D        | Nils Fischer          | Arminia Bielefeld   |          |
| C        | Michael Gardawski     | Stoccarda II        |          |
| C        | Andreas Glockner      | Heidenheim          |          |
| D        | Martin Hudec          | Karlsruhe           |          |
| A        | Fouad Idabdelhay      | NAC Breda           |          |
| A        | Paddy John            | Fortuna Sittard     |          |
| C        | Kevin Kampl           | Bayer Leverkusen    |          |
| D        | Gino Lago-Bentron     | Osnabrück U19       |          |
| D        | Marco Neppe           | Wehen Wiesbaden     |          |
| C        | Massimilian Porcello  | Karlsruhe           |          |
| D        | Florian Riedel        | AGOVV               |          |
| D        | Stephan Salger        | Colonia             |          |
| C        | Daniel von der Bracke | Bayer Leverkusen II |          |
| A        | Gerrit Wegkamp        | Osnabrück U19       |          |

| Cessioni | Cessioni             | Cessioni          | Cessioni |
| R.       | Nome                 | a                 | Modalità |
| -------- | -------------------- | ----------------- | -------- |
| A        | Nicky Adler          | Wacker Burghausen |          |
| C        | Kristoffer Andersen  | Ingolstadt 04     |          |
| D        | Angelo Barletta      | Coblenza          |          |
| P        | Tino Berbig          | Carl Zeiss Jena   |          |
| D        | Konstantin Engel     | Energie Cottbus   |          |
| D        | Benjamin Gorka       | Aalen             |          |
| C        | Matthias Heidrich    | Wacker Burghausen |          |
| D        | Patrick Herrmann     | Holstein Kiel     |          |
| A        | Flamur Kastrati      | Duisburg          |          |
| D        | Tobias Nickenig      | Orduspor          |          |
| A        | Dennis Schmidt       | Viktoria Colonia  |          |
| D        | Alexander Schnetzler | Dinamo Dresda     |          |
| D        | Kevin Schöneberg     | Viktoria Colonia  |          |
| C        | Benjamin Siegert     | Preußen Münster   |          |
| D        | Oliver Stang         | Eintracht Treviri |          |
| C        | Sebastian Tyrała     | Greuther Fürth    |          |

### Sessione invernale
| Acquisti | Acquisti        | Acquisti            | Acquisti |
| R.       | Nome            | da                  | Modalità |
| -------- | --------------- | ------------------- | -------- |
| A        | Elias Kachunga  | Borussia M'gladbach |          |
| A        | Rouwen Hennings | St. Pauli           |          |

| Cessioni | Cessioni            | Cessioni           | Cessioni |
| R.       | Nome                | a                  | Modalità |
| -------- | ------------------- | ------------------ | -------- |
| A        | Aleksandar Kotuljac | Sportfreunde Lotte |          |

## Risultati

### 3. Liga

#### Girone di andata
| Arbitro: | Cortus |

|  |           |                |
|  | Marcatori | 75’ Idabdelhay |

| Arbitro: | Bandurski |

|            |           |               |
| Salger 81’ | Marcatori | 85’ Schönfeld |

| Arbitro: | Kircher |

|                                  |           |                  |
| Christ 10’ (rig.) Bouhaddouz 35’ | Marcatori | 38’ Mauersberger |

| Arbitro: | Rohde |

|  |           |            |
|  | Marcatori | 3’ Laurito |

| Erfurt 16 agosto 2011, ore 18:30 CEST 5ª giornata | Rot-Weiß Erfurt | 0 – 0 referto | Osnabrück | Steigerwaldstadion (5 972 spett.)\| Arbitro: \| Blos \| |
| Arbitro:                                          | Blos            |               |           |                                                         |

| Arbitro: | Stieler |

|            |           |            |
| Hansen 21’ | Marcatori | 52’ Brucia |

| Arbitro: | Winkmann |

|                        |           |                     |
| Sökler 31’ (rig.), 41’ | Marcatori | 53’ Hudec 58’ Kampl |

| Arbitro: | Cortus |

|              |           |  |
| Kotuljac 79’ | Marcatori |  |

| Arbitro: | Steuer |

|  |           |                 |
|  | Marcatori | 8’, 45’ Wegkamp |

| Arbitro: | Brand |

|              |           |  |
| Kotuljac 74’ | Marcatori |  |

| Arbitro: | Seidel |

|               |           |           |
| Stegmayer 32’ | Marcatori | 76’ Tauer |

| Arbitro: | Hartmann |

|            |           |  |
| Wegkamp 1’ | Marcatori |  |

| Arbitro: | Kinhöfer |

|              |           |              |
| Kullmann 21’ | Marcatori | 25’ Beermann |

| Arbitro: | Blos |

|                                |           |                        |
| Glockner 31’ (rig.) Hansen 86’ | Marcatori | 5’ Pichinot 32’ Miatke |

| Arbitro: | Steinberg |

|                          |           |              |
| Makarenko 56’ Müller 86’ | Marcatori | 82’ Kotuljac |

| Arbitro: | Stegemann |

|            |           |              |
| Salger 70’ | Marcatori | 78’ Grashoff |

| Arbitro: | Seidel |

|                    |           |  |
| Riemann 75’ (rig.) | Marcatori |  |

| Sandhausen 25 novembre 2011, ore 19:00 CET 18ª giornata | Sandhausen | 0 – 0 referto | Osnabrück | Hardtwaldstadion (2 400 spett.)\| Arbitro: \| Perl \| |
| Arbitro:                                                | Perl       |               |           |                                                       |

| Osnabrück 3 dicembre 2011, ore 14:00 CET 19ª giornata | Osnabrück | 0 – 0 referto | Aalen | Osnatel Arena (7 200 spett.)\| Arbitro: \| Valentin \| |
| Arbitro:                                              | Valentin  |               |       |                                                        |

#### Girone di ritorno
| Arbitro: | Dietz |

|                                                        |           |               |
| Hudec 20’ Glockner 23’ (rig.) Kotuljac 50’ Wegkamp 73’ | Marcatori | 70’ Steegmann |

| Arbitro: | Petersen |

|          |           |           |
| Klos 68’ | Marcatori | 48’ Kampl |

| Arbitro: | Petersen |

|                               |           |  |
| Mauersberger 16’ Glockner 69’ | Marcatori |  |

| Arbitro: | Christ |

|  |           |                                                   |
|  | Marcatori | 32’ (aut.) Neunaber 53’ Mauersberger 61’ Kachunga |

| Arbitro: | Kampka |

|                           |           |                                                     |
| Glockner 15’ Kachunga 34’ | Marcatori | 57’ Morabit 68’ Caillas 85’ (rig.) Pfingsten-Reddig |

| Arbitro: | Kempter |

|               |           |  |
| Holz 48’, 74’ | Marcatori |  |

| Arbitro: | Perl |

|                        |           |  |
| Hudec 20’ Hennings 50’ | Marcatori |  |

| Arbitro: | Welz |

|            |           |  |
| Königs 29’ | Marcatori |  |

| Osnabrück 3 marzo 2012, ore 14:00 CET 28ª giornata | Osnabrück | 0 – 0 referto | Heidenheim | Osnatel Arena (9 000 spett.)\| Arbitro: \| Brych \| |
| Arbitro:                                           | Brych     |               |            |                                                     |

| Arbitro: | Stegemann |

|                                     |           |  |
| Rathgeber 80’ Hahn 82’ Cincotta 90’ | Marcatori |  |

| Arbitro: | Ittrich |

|                                          |           |           |
| Kachunga 6’, 21’ Latkowski 28’ Pauli 90’ | Marcatori | 77’ Avdić |

| Arbitro: | Steuer |

|                          |           |           |
| Tüting 53’ Fink 61’, 68’ | Marcatori | 20’ Costa |

| Arbitro: | Siebert |

|              |           |           |
| Hennings 45’ | Marcatori | 62’ Džaka |

| Arbitro: | Brand |

|                       |           |  |
| Boskovic 71’ Huke 90’ | Marcatori |  |

| Arbitro: | Gerach |

|              |           |  |
| Hennings 75’ | Marcatori |  |

| Arbitro: | Beitinger |

|  |           |                           |
|  | Marcatori | 13’ Hennings 30’ Kachunga |

| Arbitro: | Siewer |

|  |           |               |
|  | Marcatori | 31’ Benyamina |

| Arbitro: | Zwayer |

|                   |           |           |
| Kachunga 63’, 87’ | Marcatori | 79’ Klotz |

| Arbitro: | Unger |

|  |           |                                     |
|  | Marcatori | 23’, 47’, 80’ Kachunga 55’ Hennings |

### Coppa di Germania
| Arbitro: | Steuer |

|                             |           |                                    |
| Wegkamp 1’ Mauersberger 34’ | Marcatori | 11’ (rig.), 107’ Lauth 47’ Volland |

## Statistiche

### Statistiche di squadra
| Competizione      | Punti | In casa | In casa | In casa | In casa | In casa | In casa | In trasferta | In trasferta | In trasferta | In trasferta | In trasferta | In trasferta | Totale | Totale | Totale | Totale | Totale | Totale | DR  |
| Competizione      | Punti | G       | V       | N       | P       | Gf      | Gs      | G            | V            | N            | P            | Gf           | Gs           | G      | V      | N      | P      | Gf     | Gs     | DR  |
| ----------------- | ----- | ------- | ------- | ------- | ------- | ------- | ------- | ------------ | ------------ | ------------ | ------------ | ------------ | ------------ | ------ | ------ | ------ | ------ | ------ | ------ | --- |
| 3. Liga           | 55    | 19      | 9       | 7       | 3       | 26      | 14      | 19           | 5            | 6            | 8            | 20           | 21           | 38     | 14     | 13     | 11     | 46     | 35     | +11 |
| Coppa di Germania | -     | 1       | 0       | 0       | 1       | 2       | 3       | 0            | 0            | 0            | 0            | 0            | 0            | 1      | 0      | 0      | 1      | 2      | 3      | -1  |
| Totale            | 55    | 20      | 9       | 7       | 4       | 28      | 17      | 19           | 5            | 6            | 8            | 20           | 21           | 39     | 14     | 13     | 12     | 48     | 38     | +10 |

### Andamento in campionato
| Giornata  | 1 | 2 | 3  | 4  | 5  | 6  | 7  | 8  | 9 | 10 | 11 | 12 | 13 | 14 | 15 | 16 | 17 | 18 | 19 | 20 | 21 | 22 | 23 | 24 | 25 | 26 | 27 | 28 | 29 | 30 | 31 | 32 | 33 | 34 | 35 | 36 | 37 | 38 |
| --------- | - | - | -- | -- | -- | -- | -- | -- | - | -- | -- | -- | -- | -- | -- | -- | -- | -- | -- | -- | -- | -- | -- | -- | -- | -- | -- | -- | -- | -- | -- | -- | -- | -- | -- | -- | -- | -- |
| Luogo     | T | C | T  | C  | T  | C  | T  | C  | T | C  | T  | C  | T  | C  | T  | C  | T  | T  | C  | C  | T  | C  | T  | C  | T  | C  | T  | C  | T  | C  | T  | C  | T  | C  | T  | C  | C  | T  |
| Risultato | V | N | P  | P  | N  | N  | N  | V  | V | V  | N  | V  | N  | N  | P  | N  | P  | N  | N  | V  | N  | V  | V  | P  | P  | V  | P  | N  | P  | V  | P  | N  | P  | V  | V  | P  | V  | V  |
| Posizione | 7 | 5 | 11 | 15 | 15 | 15 | 15 | 13 | 8 | 6  | 6  | 6  | 5  | 6  | 9  | 7  | 10 | 11 | 12 | 12 | 8  | 6  | 4  | 7  | 9  | 6  | 10 | 10 | 10 | 9  | 10 | 10 | 11 | 10 | 9  | 9  | 9  | 7  |

Legenda:

Luogo: C = Casa; T = Trasferta. Risultato: V = Vittoria; N = Pareggio; P = Sconfitta.

### Statistiche dei giocatori
| Giocatore         | 3. Liga  | 3. Liga | 3. Liga     | 3. Liga    | Coppa di Germania | Coppa di Germania | Coppa di Germania | Coppa di Germania | Totale   | Totale | Totale      | Totale     |
| Giocatore         | Presenze | Reti    | Ammonizioni | Espulsioni | Presenze          | Reti              | Ammonizioni       | Espulsioni        | Presenze | Reti   | Ammonizioni | Espulsioni |
| ----------------- | -------- | ------- | ----------- | ---------- | ----------------- | ----------------- | ----------------- | ----------------- | -------- | ------ | ----------- | ---------- |
| T. Beermann       | 20       | 1       | 4           | 0          | 0                 | 0                 | 0                 | 0                 | 20       | 1      | 4           | 0          |
| I. Budak          | 2        | 0       | 0           | 0          | 0                 | 0                 | 0                 | 0                 | 2        | 0      | 0           | 0          |
| C. Costa          | 35       | 1       | 8           | 0          | 1                 | 0                 | 0                 | 0                 | 36       | 1      | 8           | 0          |
| N. Fischer        | 37       | 0       | 9           | 0          | 1                 | 0                 | 0                 | 0                 | 38       | 0      | 9           | 0          |
| M. Gardawski      | 24       | 0       | 2           | 1          | 1                 | 0                 | 0                 | 0                 | 25       | 0      | 2           | 1          |
| A. Glockner       | 34       | 4       | 6           | 0          | 1                 | 0                 | 0                 | 0                 | 35       | 4      | 6           | 0          |
| N. Hansen         | 28       | 2       | 2           | 0          | 1                 | 0                 | 0                 | 0                 | 29       | 2      | 2           | 0          |
| R. Hennings       | 17       | 5       | 1           | 0          | 0                 | 0                 | 0                 | 0                 | 17       | 5      | 1           | 0          |
| M. Hudec          | 20       | 3       | 7           | 1          | 0                 | 0                 | 0                 | 0                 | 20       | 3      | 7           | 1          |
| F. Idabdelhay     | 9        | 1       | 1           | 0          | 1                 | 0                 | 0                 | 0                 | 10       | 1      | 1           | 0          |
| P. John           | 10       | 0       | 0           | 0          | 0                 | 0                 | 0                 | 0                 | 10       | 0      | 0           | 0          |
| E. Kachunga       | 17       | 10      | 3           | 0          | 0                 | 0                 | 0                 | 0                 | 17       | 10     | 3           | 0          |
| K. Kampl          | 35       | 2       | 6           | 0          | 1                 | 0                 | 1                 | 0                 | 36       | 2      | 7           | 0          |
| A. Kotuljac       | 13       | 4       | 0           | 0          | 0                 | 0                 | 0                 | 0                 | 13       | 4      | 0           | 0          |
| G. Lago-Bentron   | 0        | 0       | 0           | 0          | 0                 | 0                 | 0                 | 0                 | 0        | 0      | 0           | 0          |
| D. Latkowski      | 29       | 1       | 2           | 1          | 0                 | 0                 | 0                 | 0                 | 29       | 1      | 2           | 1          |
| J. Mauersberger   | 22       | 3       | 4           | 0          | 1                 | 1                 | 0                 | 1                 | 23       | 4      | 4           | 1          |
| M. Neppe          | 14       | 0       | 2           | 0          | 1                 | 0                 | 0                 | 0                 | 15       | 0      | 2           | 0          |
| C. Pauli          | 18       | 1       | 0           | 0          | 0                 | 0                 | 0                 | 0                 | 18       | 1      | 0           | 0          |
| J. Peters         | 0        | 0       | 0           | 0          | 0                 | 0                 | 0                 | 0                 | 0        | 0      | 0           | 0          |
| M. Porcello       | 4        | 0       | 0           | 0          | 1                 | 0                 | 0                 | 0                 | 5        | 0      | 0           | 0          |
| F. Riedel         | 21       | 0       | 3           | 0          | 1                 | 0                 | 0                 | 0                 | 22       | 0      | 3           | 0          |
| M. Riemann        | 35       | 0       | 3           | 0          | 1                 | 0                 | 0                 | 0                 | 36       | 0      | 3           | 0          |
| S. Salger         | 37       | 2       | 4           | 0          | 1                 | 0                 | 0                 | 0                 | 38       | 2      | 4           | 0          |
| J. Tauer          | 18       | 1       | 1           | 0          | 0                 | 0                 | 0                 | 0                 | 18       | 1      | 1           | 0          |
| R. Twyrdy         | 0        | 0       | 0           | 0          | 0                 | 0                 | 0                 | 0                 | 0        | 0      | 0           | 0          |
| G. Wegkamp        | 21       | 4       | 0           | 0          | 1                 | 1                 | 0                 | 0                 | 22       | 5      | 0           | 0          |
| J. Wolf           | 0        | 0       | 0           | 0          | 0                 | 0                 | 0                 | 0                 | 0        | 0      | 0           | 0          |
| N. Zumbeel        | 3        | 0       | 0           | 0          | 0                 | 0                 | 0                 | 0                 | 3        | 0      | 0           | 0          |
| D. von der Bracke | 5        | 0       | 0           | 0          | 0                 | 0                 | 0                 | 0                 | 5        | 0      | 0           | 0          |